# Чалкер, Джек
Джек Чалкер (англ. Jack Chalker, 17 декабря 1944, Балтимор - 11 февраля 2005, Балтимор) — американский писатель-фантаст.

## Биография
Джек Чалкер родился 17 декабря 1944 года в городе Балтимор, штат Мэриленд. После окончания школы Джек Чалкер занимался самыми различными вещами — от инженерного обеспечения рок-концертов на открытом воздухе в 60-е годы до компьютерного набора.
Он собрал огромную коллекцию научно-фантастических и приключенческих книг, в своё время эта коллекция считалась одной из самых лучших частных собраний.
В 1958 Джек Чалкер вступил в Вашингтонскую ассоциацию научной фантастики. В 1960 году начал издавать любительский научно-фантастический журнал «Мираж». В 1963 году он основал Балтиморское научно-фантастическое общество.
После окончания высшей школы он хотел стать юристом по уголовным делам, но финансовые проблемы вынудили его заняться преподаванием. Вскоре Чалкер сдаёт экзамен на степень бакалавра по истории и английскому языку в Тоусонском государственном колледже и получает степень магистра искусств и литературы по истории идей в Университете Джонса Хопкинса. С 1966 по 1978 год, выйдя в отставку после окончания военной службы, Чалкер преподаёт историю и географию в системе городских школ Балтимора, пока наконец успехи в писательской деятельности не позволили ему заняться исключительно литературной деятельностью.
Кроме любительского журнала он основал издательский дом Mirage Press, Ltd., в котором издано более тридцати книг различной жанровой направленности. Чалкер активно занимался чтением леций по научной фантастике в частных группах, университетах, в частности в таком институте как Смитсоновский. Являлся членом Клуба жизни Сьерра. Чалкер являлся большим любителем паромов.
В 1978 году он женился на Еве Витли. Свадьбу справляли на древнем пароме на середине реки.

### Циклы произведений

#### Колодец Душ (Well of Souls)
- 1977 — Полночь у Колодца Душ (Midnight at the Well of Souls)
- 1978 — Изгнанники у Колодца Душ (Exiles at the Well of Souls)
- 1978 — В поисках Колодца Душ (Quest for the Well of Souls)
- 1980 — Возвращение Натана Бразила (The Return of Nathan Brazil)
- 1980 — Закат у Колодца Душ: Наследие Натана Бразила (Twilight at the Well of Souls: The Legacy of Nathan Brazil)

#### Четыре властелина бриллианта / Ромб Вардена (The Four Lords of the Diamond)
- 1981 — Лилит: Змея в траве (Lilith: A Snake in the Grass)
- 1982 — Цербер: Волк в овчарне (Cerberus: The Wolf in the Fold)
- 1982 — Харон: Дракон у ворот (Charon: A Dragon at the Gate)
- 1983 — Медуза: Тигр от хвоста (Medusa: A Tiger By the Tail)

#### Всадник души (Soul Rider)
- 1984 — Духи течения и якоря (Spirits of Flux and Anchor)
- 1984 — Империи течения и якоря (Empires of Flux and Anchor)
- 1985 — Хозяева течения и якоря (Masters of Flux and Anchor)
- 1985 — Рождение течения и якоря (The Birth of Flux and Anchor)
- 1986 — Дети течения и якоря (Children of Flux and Anchor)

#### Танцующие боги (Dancing Gods)
- 1984 — Река танцующих богов (The River of the Dancing Gods)
- 1984 — Демоны танцующих богов (Demons of the Dancing Gods)
- 1985 — Месть танцующих богов (Vengeance of the Dancing Gods)
- 1990 — Песни танцующих богов (Songs of the Dancing Gods)
- 1995 — Ужасы танцующих богов (Horrors of the Dancing Gods)

#### Кольца Повелителя (Rings of the Master)
- 1986 — Властелины срединной тьмы (Lords of the Middle Dark)
- 1987 — Пираты «Грома» (Pirates of the Thunder)
- 1987 — Воины бури (Warriors of the Storm)
- 1988 — Маски мучеников (Masks of the Martyrs)

#### Ветры перемен (Changewinds)
- 1987 — Когда задули ветры перемен (When the Changewinds Blow)
- 1988 — Всадники ветров (Riders of the Winds)
- 1988 — Война Мальстрёма (War of the Maelstrom)

#### Корпорация Б.О.Г. (G.O.D. Inc.)
- 1987 — Лабиринт снов (The Labyrinth of Dreams)
- 1987 — Танцующие тени (The Shadow Dancers)
- 1989 — Лабиринт в зеркале (The Maze in the Mirror)

#### Кинтарский Марафон (Quintara Marathon)
- 1989 — Демоны на Радужном мосту (The Demons at Rainbow Bridge)
- 1991 — Побег в твердыню Хаоса (The Run to Chaos Keep)
- 1991 — Девяносто триллионов Фаустов (The Ninety Trillion Fausts)

#### Стражи у Колодца (Watchers at the Well)
- 1993 — Отзвуки Колодца Душ (Echoes of the Well of Souls)
- 1994 — Тень Колодца Душ (Shadow of the Well of Souls)
- 1994 — Боги Колодца Душ (Gods of the Well of Souls)

#### Гамбит Страны чудес (The Wonderland Gambit)
- 1995 — Кибернетический морж (The Cybernetic Walrus)
- 1996 — Сеть мартовского зайца (The March Hare Network)
- 1997 — Крепко связанный дронт (The Hot-Wired Dodo)

#### Дилогия без названия
- 1999 — Море, полное звезд (The Sea is Full of Stars)
- 2000 — Призрак Колодца Душ (Ghost of the Well of Souls)

#### Три короля (Three Kings)
- 2000 — Змея Бальтазара (Balshazzar’s Serpent)
- 2001 — Огонь Мельхиора (Melchior’s Fire)
- 2003 — Сундук Каспара (Kaspar’s Box)

### Отдельные романы
- 1976 — Джунгли звезд (A Jungle of Stars)
- 1978 — Паутина избранных (The Web of the Chozen)
- 1979 — И Дьявол обучит тебя (And the Devil Will Drag You Under)
- 1979 — Война теней (A War of Shadows)
- 1979 — Танцовщики вечерней зарей (Dancers in the Afterglow)
- 1980 — Путешествие дьявола (The Devil’s Voyage)
- 1982 — Матрица личности (The Identity Matrix)
- 1985 — Остановка на ночной стороне (Downtiming the Night Side)
- 1985 — Выбор мессии (The Messian Choice)
- 1991 — Война бюрократических рогаток: Коллективный научно-фантастический роман (The Red Tape War: A Round-Robin Science Fiction Novel) — роман-буриме / в соавт. с Майком Резником (Mike Resnick) и Джорджем Алеком Эффинджером (George Alec Effinger)
- 1999 — Линза Приама (Priam’s Lens)
- 2000 — Фактор Моро (The Moreau Factor)

### Повести
- 1977 — Нет потаенного места (No Hiding Place)
- 1978 — Оркестр с «Титаника» (Dance Band on the Titanic)
- 1984 — В палатах Довай (In the Dowaii Chambers)

### Рассказы
- 1978 — В диком месте (In the Wilderness)
- 1979 — Бегущий с песней в шторм (Stormsong Runner)
- 1992 — Отныне падай в холодную, холодную ночь (Now Falls the Cold, Cold Night)

## Награды и звания
- 1963 — номинация на премию «Хьюго» в категории «фэнзин» за редактирование журнала «Мираж»
- 1978 — номинация на премию журнала «Локус» за роман «Полночь у Колодца Душ»
- 1979 — мемориальная премия Гамильтона-Брэкетт (Hamilton-Brackett Award)
- 1980 — премия «Skylark» за заслуги перед жанром
- 1982 — номинация на премию журнала «Локус» за роман «Лилит: Змея в траве»
- 1983 — премия «Дедал» (Dedalus Award)
- 1984 — золотая медаль организации «Обзоры книг Западного побережья» (West Coast Review of Books)
- 1989 — номинация на премию журнала «Локус» за сборник «Оркестр с „Титаника“»
- 1992 — номинация на премию «Хьюго» за книгу «Издатели научной фантазии: критическая и библиографическая история» (3-е издание)
- 1994 — Коллекционерская премия (Лос-Анджелес) «за вклад в собирательство»

## Книги, издававшиеся на русском языке
- Воины бури. Маски мучеников. Серия «Координаты чудес». Издательство АСТ-ЛТД, 1997. Перевод с английского В. М. Глинки, О. В. Подобрянской ISBN 5-15-000322-0
- Ветры Перемен (When the Changewinds Blow). Серия «Век Дракона». ООО "Издательство АСТ", 1997. Перевод с английского В. М. Глинки. ISBN 5-7841-0749-6
- Всадники Бурь (Riders of the Winds). Серия «Век Дракона». ООО "Издательство АСТ", 1997. Перевод с английского В. М. Глинки и В.Ю.Кравченко. ISBN 5-7841-0760-7
- Война Вихря (War of the Maelstrom). Серия «Век Дракона». ООО "Издательство АСТ-ЛТД", 1997. Перевод с английского Ю.А. Кряклиной. ISBN 5-15-000380-8